# Wendelstein 7-x
Reaktor Wendelstein 7-X (W7-X) je eksperimentalni stellarator( nuklearni fuzijski reaktor) izgrađen u Greifswaldu u Njemačkoj od strane Max Planck instituta za plazma fiziku (IPP), a završen je u listopadu 2015.godine. To je daljnji razvoj Wendelsteina 7-AS. Svrha Wendelsteina 7-X je ocijeniti glavne komponente budućeg fuzijskog reaktora građenog korištenjem stellarator tehnologije, čak ako Wendelstein 7-X sam nije ekonomična fuzijska elektrana.
Od 2015. godine Wendelstein 7-X reaktor je najveći stellarator. Planirano je da radi s do 30 minuta neprekidnog pražnjenja plazme, što pokazuje bitnu značajku buduće elektrane - kontinuirani rad.
Ime projekta, koje se odnosi na planine Wendelstein u Bavarskoj, dodijeljeno je na kraju 1950-ih, pozivajući se na prethodni projekt Sveučilišta Princeton pod nazivom Projekt Matterhorn.
Stellarator je zamislio fizičar Lyman Spitzer

## Dizajn i glavne komponente
Wendelstein 7-X se temelji na Helias konfiguraciji od pet periodičnih polja. To je uglavnom toroid koji se sastoji od 50 neplanarnih i 20 planarnih supravodljivih magnetskih zavojnica, 3.5 metara visokih, koje induciraju magnetsko polje koje sprječava plazmu da se sudari sa zidovima reaktora. 50 neplanarnih zavojnica se koriste za podešavanje magnetskog polja. Cilj mu je postići gustoću plazme od 3 × 1020 čestica po kubnom metru, te temperaturu plazme od 60-130 milijuna kelvina.
Glavne komponente su magnetske zavojnice, kriostat, plazma posude, divertora i sustav grijanja.
Zavojnice su raspoređene oko toplinski izoliranog obloga promjera 16 metara zvanog kriostat.  Uređaj za hlađenje proizvodi dovoljno tekućeg helija da bi ohladio magnete i njihova kućišta (oko 425 tona „hladne mase“ ) na temperaturu supravodljivosti ( 4K ). Zavojnicama će teći i do 12.8 kA struje i stvoriti polje do 3 tesle.
Plazma posuda, građena od 20 dijelova, s unutarnje strane prati komplicirani oblik magnetskog polja. Ona ima 254 priključaka (rupa) za grijanje plazme i dijagnostiku. Cijela elektrana je napravljena od pet gotovo identičnih modula, koji su sastavljeni u eksperimentalnoj dvorani.
Sustav grijanja uključuje 10 megavata mikrovalova za grijanje elektronskom ciklotron rezonancijom, do 10 sekundi, i može dostaviti 1 megavat za 50 sekundi tijekom operativne faze 1 (OP-1).  Za operativne faze 2 (OP-2), nakon završetka hlađenja oklop/voda, do 8 MW injekcije neutralnim snopom će također biti dostupno 10 sekundi, dok će sustav s mikrovalovima biti produžen do pravog stabilnog stanja (30 minuta). Sustav grijanja rezonancijom ionskog ciklotrona bit će dostupan za fizički rad u OP 1.2.
Sustav senzora i sondi na temelju različitih komplementarnih tehnologija će mjeriti ključna svojstva plazme, uključujući profile gustoće elektrona i temperaturu elektrona i iona kao i profile važnih plazma nečistoća i radijalnog električnog polja koje proizlazi iz transporta elektrona i iona.  

## Povijest
Njemački aranžman za financiranje projekta je dogovoren 1994, uspostavljajući Greifswald Branch Institut za IPP u sjeverno istočnom uglu tada integrirane Istočne Njemačke. Njihova nova zgrada je dovršena 2000. godine. Dovršetak stellaratora se očekivao do 2006.godine. Početak gradnje počeo je u travnju 2005.godine . Probleme sa zavojnicama rješavali su tri godine. Raspored se pomakao do kasne 2015. godine.
Američki konzorcij od tri laboratorija ( Princeton, Oak Ridge i Los Alamos) postao je partner u projektu, plaćajući 7.5 milijuna dolara od krajnjeg ukupnog troška od 1,06 milijardi eura. U 2012. Sveučilište Princeton i Max Planck Institut najavljuju novi zajednički istraživački centar u plazma fizici koji će uključiti istraživanje na W7-X.
Kraj faze izgradnje (za koju je samo na slaganje utrošeno milijun sati) službeno je obilježen svečanim otvaranjem 20. svibnja 2014. Nakon perioda provjere posude, s početkom u ljeto 2014, kriostat je evakuiran, a testiranje magneta je dovršeno u srpnju 2015.
Reaktor je uspješno proizveo plazmu helija ( s temperaturama od oko 106 K) oko 0.1 sekunde 10. prosinca 2015. Na ovom inicijalnom testu s oko 1 mg helija injektiranog u evakuiranu posudu, primijenjeno je mikrovalno grijanje kratkim pulsom jačine 1.3MW.
Više od 300 ispuštanja helija je izvršeno u prosincu i siječnju s postupnim povećanjem temperature do 6 milijuna stupnjeva Celzija, kako bi se očistili zidovi vakuumirane posude i testirao sustav dijagnostike plazme.  3. Veljače. 2016. počela je prva operativna faza (OP-1) proizvodnjom prve plazme vodika i tako započela znanstveni program. Plazme najviše temperature su proizvedene s četiri pulsa megavatnih mikrovalova u trajanju od jedne sekunde. Temperature elektrona plazme su dosegle 108 K, dok su temperatura iona sezale do 107 K. Više od 2000 pulseva su provedeni prije gašenja.
Planiralo se nastaviti takva testiranja idućih mjesec dana, nakon čega je zakazano gašenje kako bi se otvorila evakuirana posuda i poravnala sa zaštitnim ugljičnim pločicama te kako bi se ugradio divertor za uklanjanje nečistoća i topline iz plazme. Tada bi se nastavilo sa znanstvenim programom tijekom kojeg bi se postupno povećavala snaga pražnjenja te trajanje.

## Financiranje
Financijska podrška za projekt dolazi oko 80% iz Njemačke i 20% iz Europske unije. 90% Njemačkog financiranja dolazi iz savezne vlade a 10% iz državne vlade Mecklenburg-Vorpommerna. Ukupna investicija za sam stellarator od 1997 do 2014 iznosi 370 milijuna eura, dok je sveukupni trošak IPP-a u Greifswaldu uključujući investicijske troškove i troškove održavanja (osoblja i materijalnih resursa) iznosio 1.06 milijardi eura u tom razdoblju od 18 godina. To je premašilo izravni procijenjeni proračun uglavnom zbog toga što je razvoj trajao duže od očekivanja, udvostručujući troškove osoblja.
U srpnju 2011. godine predsjednik Max Plank Society, Peter Gruss, najavio je da će Sjedinjene Američke Države doprinijeti s 7,5 milijuna dolara u okviru programa „inovativni pristupi fuziji“  odjela za energiju Sjedinjenih Država.